# BG (yacht)
M/Y BG, tidigare Charade, är en motoryacht tillverkad av Feadship i Nederländerna. Hon levererades 1990 till sin dåvarande ägare Paul Allen, medgrundare till Microsoft. BG designades av De Voogt Naval Architechts medan McMillen Design designade interiören. Motoryachten är 46,88 meter lång och har en kapacitet på 12 passagerare. Den har en besättning på 11 besättningsmän.
I augusti 2014 sålde Allen motoryachten för $13,9 miljoner. Efter försäljningen blev den omdöpt till det nuvarande namnet.